# Szigethalom
Szigethalom  este un oraș în districtul Szigetszentmiklós, județul Pesta, Ungaria, având o populație de 16.546 de locuitori (2011). 

## Demografie
Componența etnică a orașului Szigethalom
     Maghiari (95,99%)
     Romi (1,07%)
     Necunoscut (0,89%)
     Alții (2,05%)
Componența confesională a orașului Szigethalom
     Fără religie (27,13%)
     Romano-catolici (22,06%)
     Reformați (10,3%)
     Atei (2,07%)
     Greco-catolici (2,05%)
     Necunoscută (35,49%)
     Alte religii (3,25%)
Conform recensământului din 2011, orașul Szigethalom avea 16.546 de locuitori. Din punct de vedere etnic, majoritatea locuitorilor (95,99%) erau maghiari, cu o minoritate de romi (1,07%). Apartenența etnică nu este cunoscută în cazul a 0,89% din locuitori. Nu există o religie majoritară, locuitorii fiind persoane fără religie (27,13%), romano-catolici (22,06%), reformați (10,3%), atei (2,07%) și greco-catolici (2,05%). Pentru 35,49% din locuitori nu este cunoscută apartenența confesională.